# Kavindi Ishandika Sirimannage
Kavindi Ishandika Sirimannage (* 27. September 1995 in Colombo) ist eine sri-lankische Badmintonspielerin.

## Karriere
Sirimannage begann mit acht Jahren Badminton zu spielen. 2011 konnte sie an der Seite von Niluka Karunaratne im Gemischten Doppel erstmals bei der Sri-lankischen Badmintonmeisterschaft gewinnen. Im folgenden Jahr triumphierte sie bei der nationalen Meisterschaft im Damendoppel und zog im Mixed ins Endspiel der Maldives International 2012 ein. 2015 siegte Sirimannage im Gemischten Doppel bei der Sri-lankischen Meisterschaft im Mixed mit Buwenaka Goonethileka. 2016 nahm sie an den Südasienspielen teil, bei denen sie im Dameneinzel und Mixed jeweils die Bronzemedaille gewann und mit der sri-lankischen Nationalmannschaft das Finale erreichte, sich dort jedoch gegen Indien geschlagen geben mussten. Außerdem erspielte sie zwei Titel bei den nationalen Meisterschaften. Im nächsten Jahr vertrat sie die University of Sri Jayewardenepura bei der Sommer-Universiade 2017, erspielte einen weiteren nationalen Titel und triumphierte mit ihrem Sieg bei den Lagos International 2017 zum ersten Mal bei einem Turnier der Badminton World Federation. 2018 nahm Sirimannage an den Commonwealth Games teil und erreichte mit Thilini Handehewa das Viertelfinale im Damendoppel. Des Weiteren war sie Teilnehmerin der Asienspiele 2018, wurde bei den Nepal International 2018 Zweite und konnte ihre Erfolge um zwei Titel bei der Sri-lankischen Meisterschaft erweitern. Im Folgejahr zog Sirimannage bei der Maldives Future Series 2019 ins Finale ein, siegte mit Handehewa im Damendoppel bei den Südasienspielen 2019 und gewann bei dem Wettkampf mit der Nationalmannschaft die Silbermedaille. 2020 gewann sie im Mixed und Damendoppel bei der Sri-lankischen Meisterschaft, wodurch sie auf insgesamt zehn nationale Titel kam. Bei den Bangladesh International 2021 siegte Sirimannage an der Seite von Sachin Dias im Gemischten Doppel und stand bei den Hungarian International 2021 und den Czech Open 2021 auf dem Podium.

## Sportliche Erfolge
| Jahr | Veranstaltung                    | Platz | Disziplin   | Spielpartner          |
| ---- | -------------------------------- | ----- | ----------- | --------------------- |
| 2011 | Sri-lankische Meisterschaft 2011 | 1.    | Mixed       | Niluka Karunaratne    |
| 2012 | Sri-lankische Meisterschaft 2012 | 1.    | Damendoppel | Oshadi Kuruppu        |
| 2013 | Sri-lankische Meisterschaft 2013 | 2.    | Dameneinzel |                       |
| 2014 | Sri-lankische Meisterschaft 2014 | 3.    | Damendoppel | Oshadi Kuruppu        |
| 2014 | Sri-lankische Meisterschaft 2014 | 3.    | Mixed       | Hasitha Chanaka       |
| 2015 | Sri-lankische Meisterschaft 2015 | 1.    | Mixed       | Buwenaka Goonethileka |
| 2015 | Sri-lankische Meisterschaft 2015 | 3.    | Dameneinzel |                       |
| 2016 | Sri-lankische Meisterschaft 2016 | 1.    | Damendoppel | Thilini Handehewa     |
| 2016 | Sri-lankische Meisterschaft 2016 | 1.    | Mixed       | Buwenaka Goonethileka |
| 2016 | Sri-lankische Meisterschaft 2016 | 3.    | Dameneinzel |                       |
| 2017 | Sri-lankische Meisterschaft 2017 | 1.    | Damendoppel | Thilini Handehewa     |
| 2018 | Sri-lankische Meisterschaft 2018 | 1.    | Damendoppel | Thilini Handehewa     |
| 2018 | Sri-lankische Meisterschaft 2018 | 1.    | Mixed       | Buwenaka Goonethileka |
| 2018 | Sri-lankische Meisterschaft 2018 | 3.    | Dameneinzel |                       |
| 2020 | Sri-lankische Meisterschaft 2020 | 1.    | Damendoppel | Hasini Ambalangodage  |
| 2020 | Sri-lankische Meisterschaft 2020 | 1.    | Mixed       | Buwenaka Goonethileka |
| 2021 | Sri-lankische Meisterschaft 2021 | 2.    | Damendoppel | Thilini Jayasinghe    |
| 2021 | Sri-lankische Meisterschaft 2021 | 2.    | Mixed       | Sachin Dias           |
| 2021 | Sri-lankische Meisterschaft 2021 | 2.    | Dameneinzel |                       |

| Jahr | Veranstaltung                 | Platz | Disziplin   | Spielpartner          |
| ---- | ----------------------------- | ----- | ----------- | --------------------- |
| 2012 | Maldives International 2012   | 2.    | Mixed       | Hasitha Chanaka       |
| 2016 | Südasienspiele 2016           | 3.    | Mixed       | Buwenaka Goonethileka |
| 2016 | Südasienspiele 2016           | 3.    | Dameneinzel |                       |
| 2017 | Lagos International 2017      | 1.    | Damendoppel | Thilini Handehewa     |
| 2018 | Nepal International 2018      | 2.    | Damendoppel | Thilini Handehewa     |
| 2016 | Südasienspiele 2016           | 2.    | Mannschaft  | Sri Lanka             |
| 2019 | Südasienspiele 2019           | 1.    | Damendoppel | Thilini Handehewa     |
| 2019 | Südasienspiele 2019           | 2.    | Mannschaft  | Sri Lanka             |
| 2019 | Maldives Future Series 2019   | 2.    | Damendoppel | Thilini Handehewa     |
| 2021 | Hungarian International 2021  | 3.    | Mixed       | Sachin Dias           |
| 2021 | Czech Open 2021               | 3.    | Mixed       | Sachin Dias           |
| 2021 | Bangladesh International 2021 | 1.    | Mixed       | Sachin Dias           |